# Нови-Велия
Нови-Велия (итал. Novi Velia) — коммуна в Италии, располагается в регионе Кампания, в провинции Салерно.
Население составляет 2052 человека, плотность населения составляет 60 чел./км². Занимает площадь 34 км². Почтовый индекс — 84060. Телефонный код — 0974.
Покровителем коммуны почитается святитель Николай, Мирликийский Чудотворец, празднование 6 декабря.